# Grotte de Királylak
La grotte de Királylak (en hongrois : Királylaki-barlang) se situe dans le 3e arrondissement de Budapest, dans les collines de Buda, sur Tábor-hegy.